# فرنسيسكو غاميز لوبيز
فرنسيسكو غاميز لوبيز (بالإسبانية: Francisco Gámez López)‏ (27 يوليو 1991 في إسبانيا - ) هو لاعب كرة قدم إسباني في مركز الدفاع. لعب مع ريال مايوركا.

## وصلات خارجية
- فرنسيسكو غاميز لوبيز على موقع قاعدة بيانات كرة القدم.إي يو (الإنجليزية)
- فرنسيسكو غاميز لوبيز على موقع Soccerway.com (الإنجليزية)